# Karl Emil Ohlsson
Karl Emil Ohlsson, eller KEO som hans artistnamn lydde, född 20 juni 1886 i Stockholm, död 5 september 1911  i Stockholm, var en  målare, illustratör och serieskapare.

## Biografi
Som ung pojke flyttade han med sina föräldrar till Bofors, där fadern, förmannen Alfred Ohlsson, hade erhållit anställning. Redan vid 13 års ålder lämnar KEO Bofors för en anställning vid Vesterås Mekaniska Verkstad (Asea). Där arbetade han först som kopist men avancerar snart till "självständig ritare för dekorativa konstruktioner i deras framställning af nya elektriska Spårvagnar till Stockholm och Göteborg", endast 14 år gammal.
Under tiden i Västerås studerade han samtidigt vid stadens tekniska skola. Hans plan var att bli ingenjör.
1904 Gick KEO som 18-åring, tillsammans med några arbetskamrater, med i den nybildade föreningen Västerås Sportklubb, där han satte sin prägel genom att rita klubbens logga och medalj. KEO:s VSK-klubbemblem är enligt många det kanske vackraste i hela Sverige och slutade på en andraplats efter AIK:s vid en tävling på 50-talet.
KEO var en väl omtalad och skicklig ung man, ofta figurerande i tidskrifter som Strix och Söndagsnisse, som det talades om i Stockholms inre konstnärskretsar. Just som han stod på randen till berömmelse, i starten på sin raketkarriär, insjuknade han i tuberkulos. Trots det fortsatte KEO sina spektakulära verk och figurerade i de tidiga Bland tomtar och troll, Sagoprinsen, Vinterny med flera. På sidan om dessa humoristiska, vackra, och förtrollade verk målade KEO även en dyster och sorgsen kollektion. Denna serie av tavlor finns ännu bevarade inom KEO:s familj tillsammans med en mängd andra verk.
En del av hans konst lär ha blivit katalogiserad men idag är förmodligen KEO:s verk okända för de flesta. Och det förefaller inte otroligt att det finns en och annan som trycker på en okänd KEO utan att förstå värdet på sitt innehav.
KEO var på vippen att bli riktigt stor inom genren och hans verk förväxlas ofta med verk av hans gode vän John Bauer.

## Bildgalleri

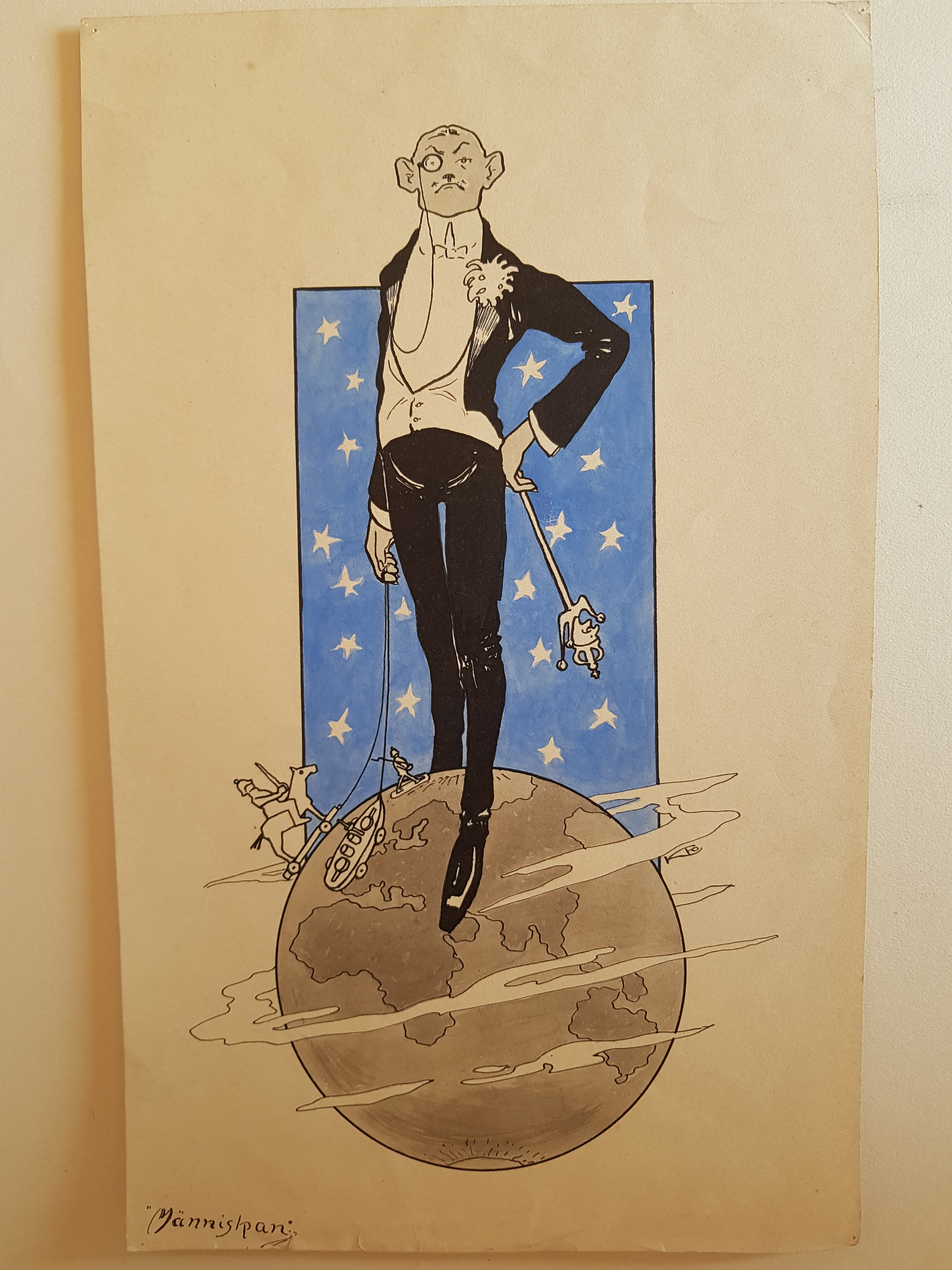
"Människan" Av KEO
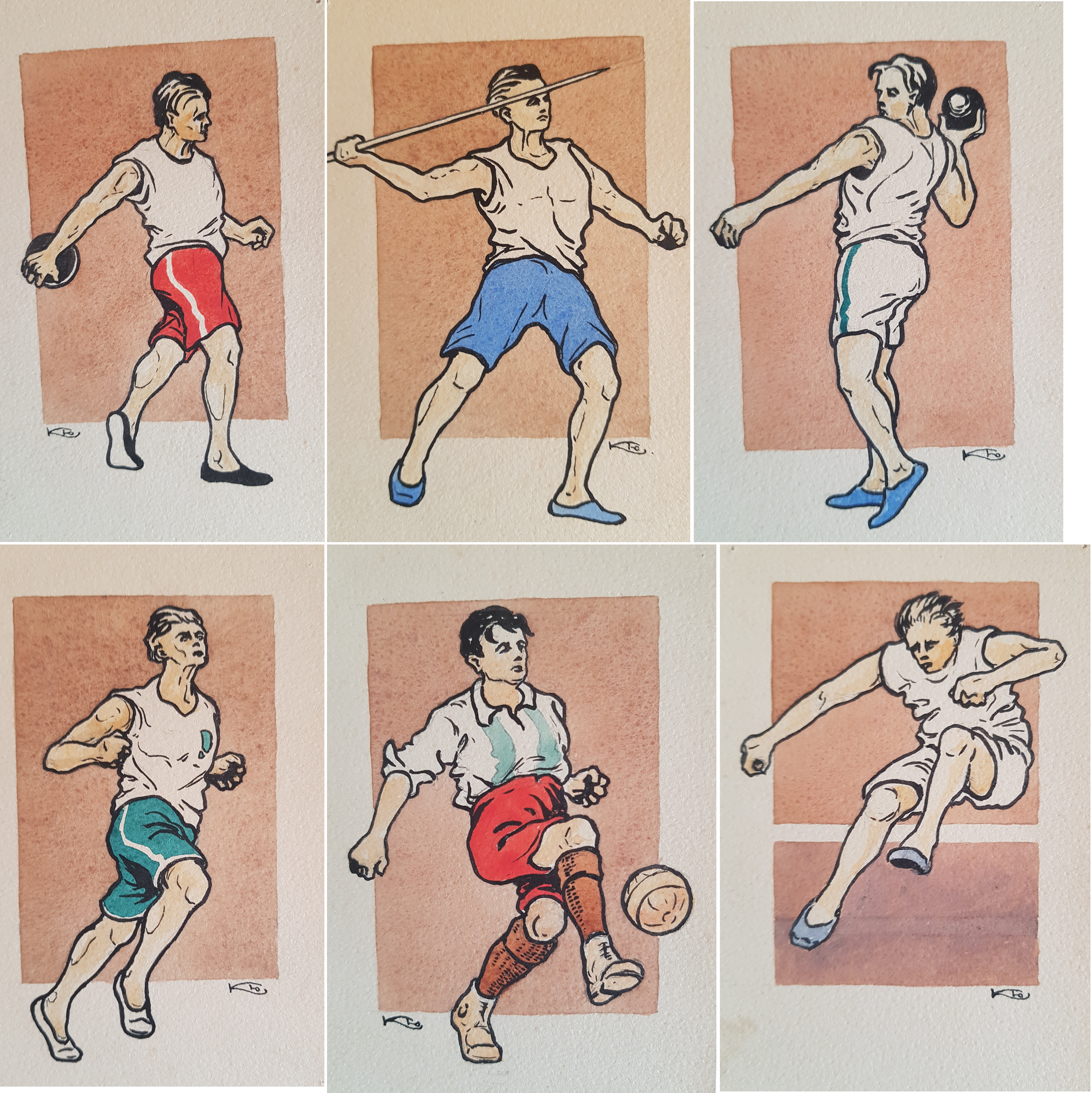
Kollage, illustrationer inför OS i Stockholm 1912, Av KEO. Ev. publicering okänd
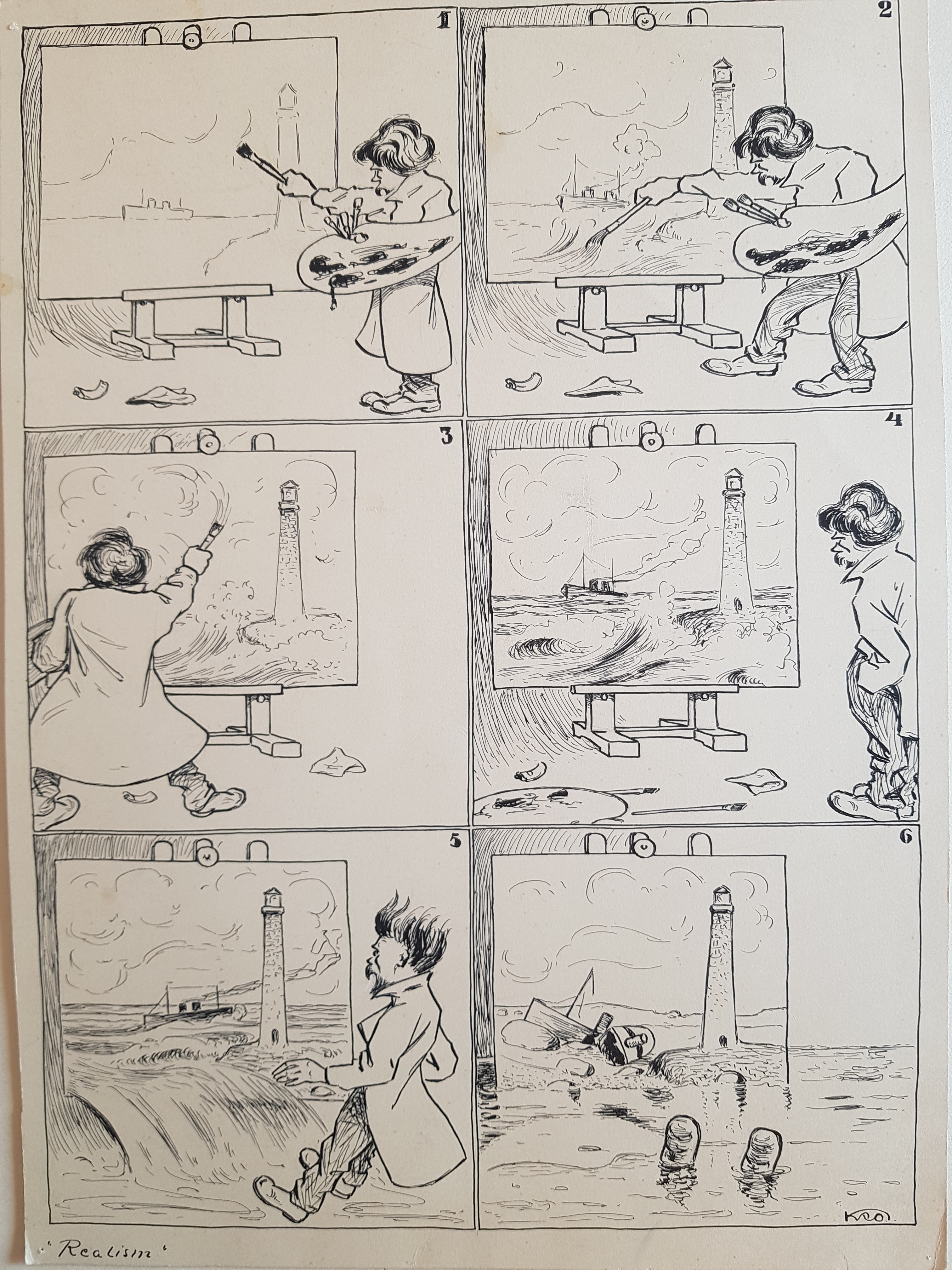
"Realism" av KEO
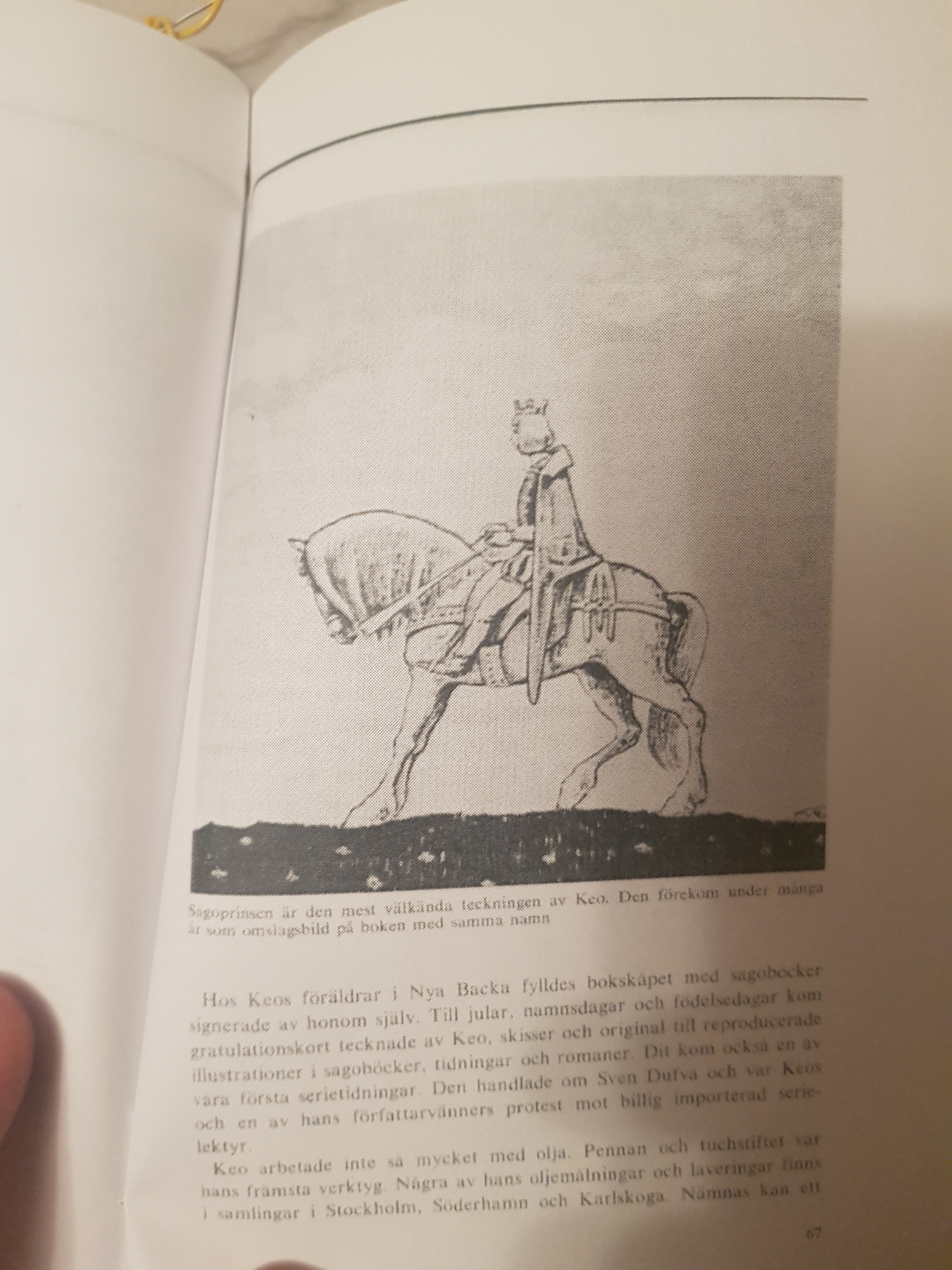
Sagoprinsen Omslag av KEO
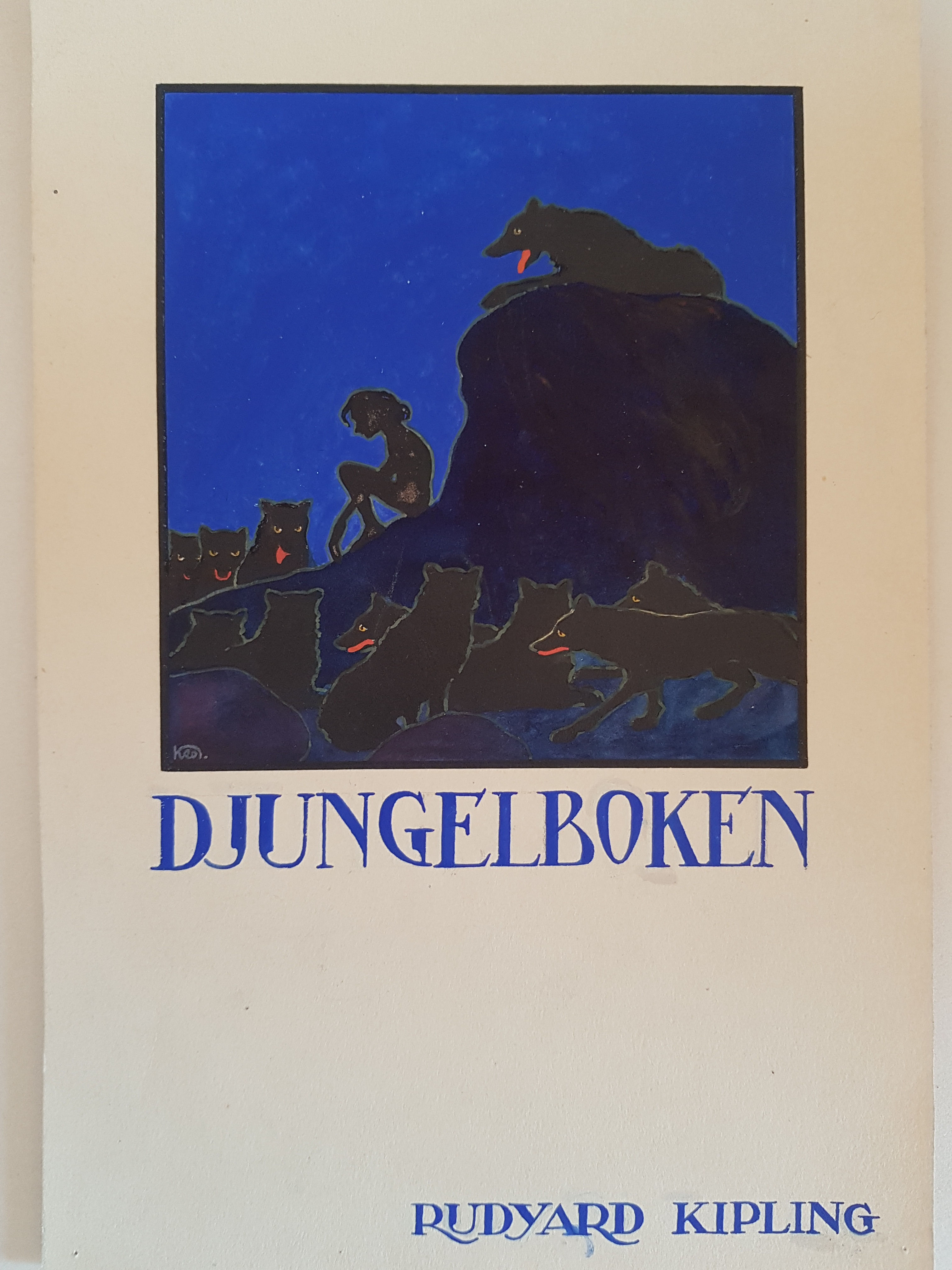
Omslag till Rudyard Kipling Djungelboken av KEO,  Ev. publicering okänd
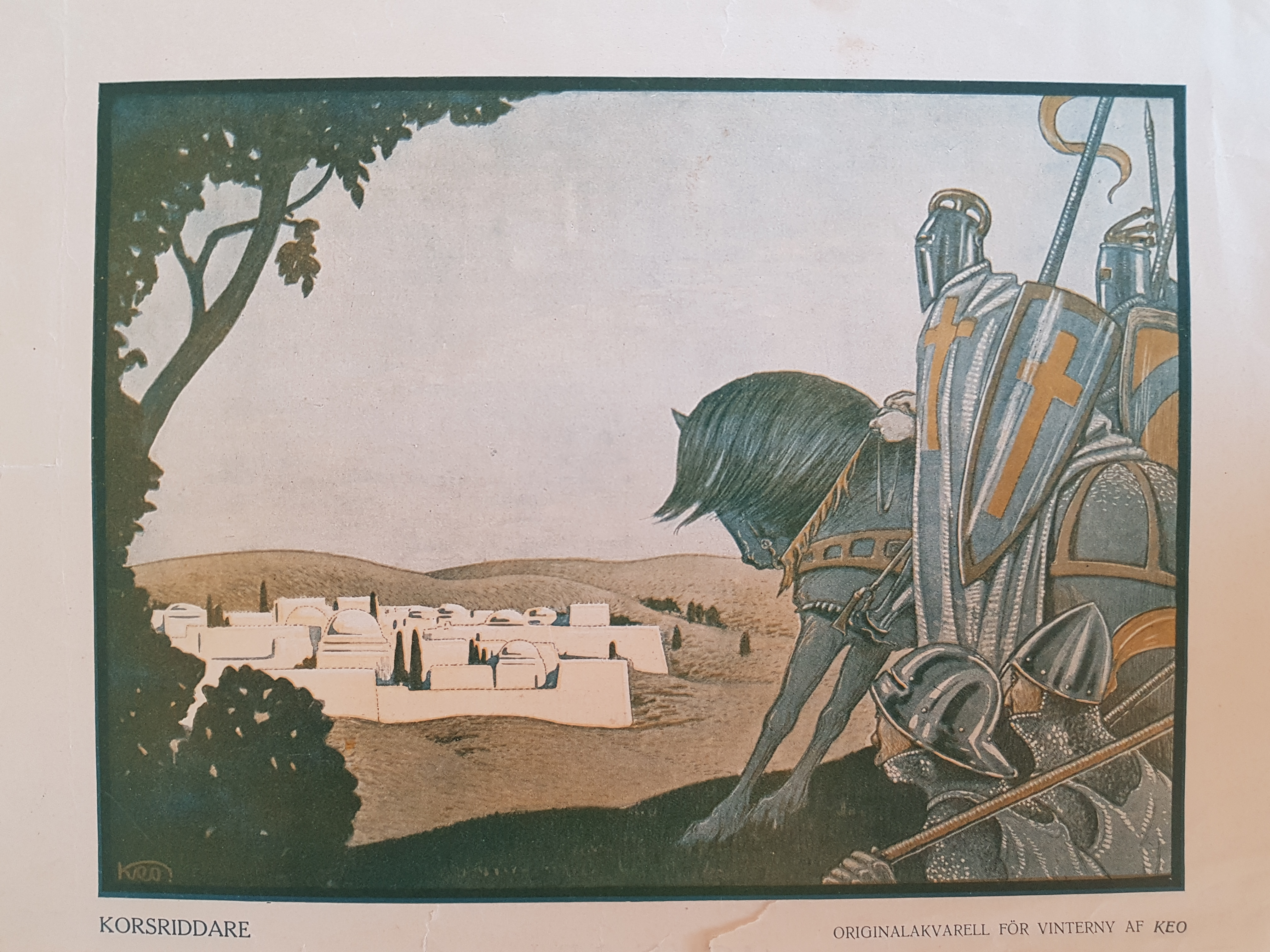
"Korsriddare" Originalakvarell för VINTERNY av KEO
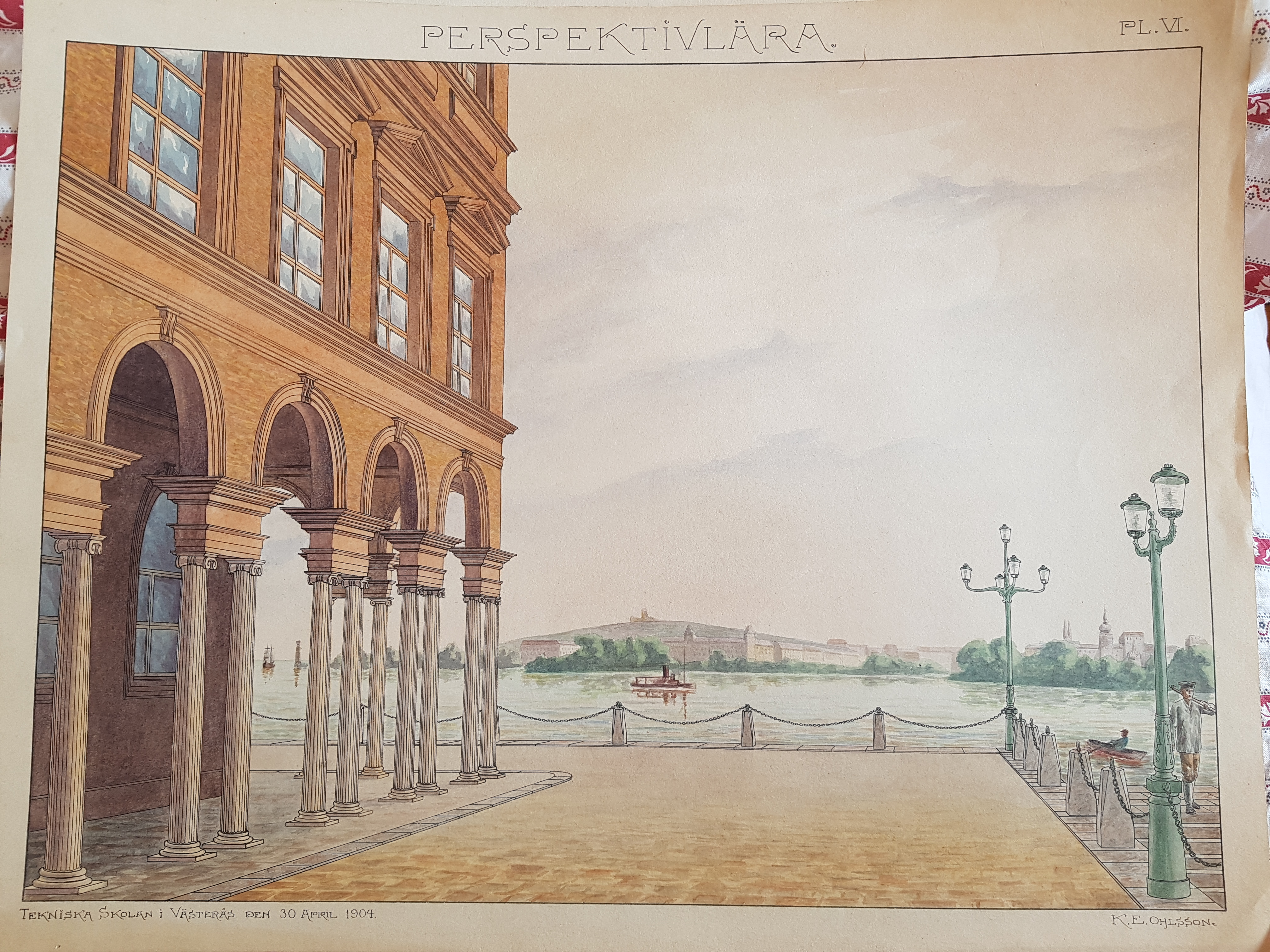
KEO:s studiematerial från tekniska skolan i Västersås 30 april 1904
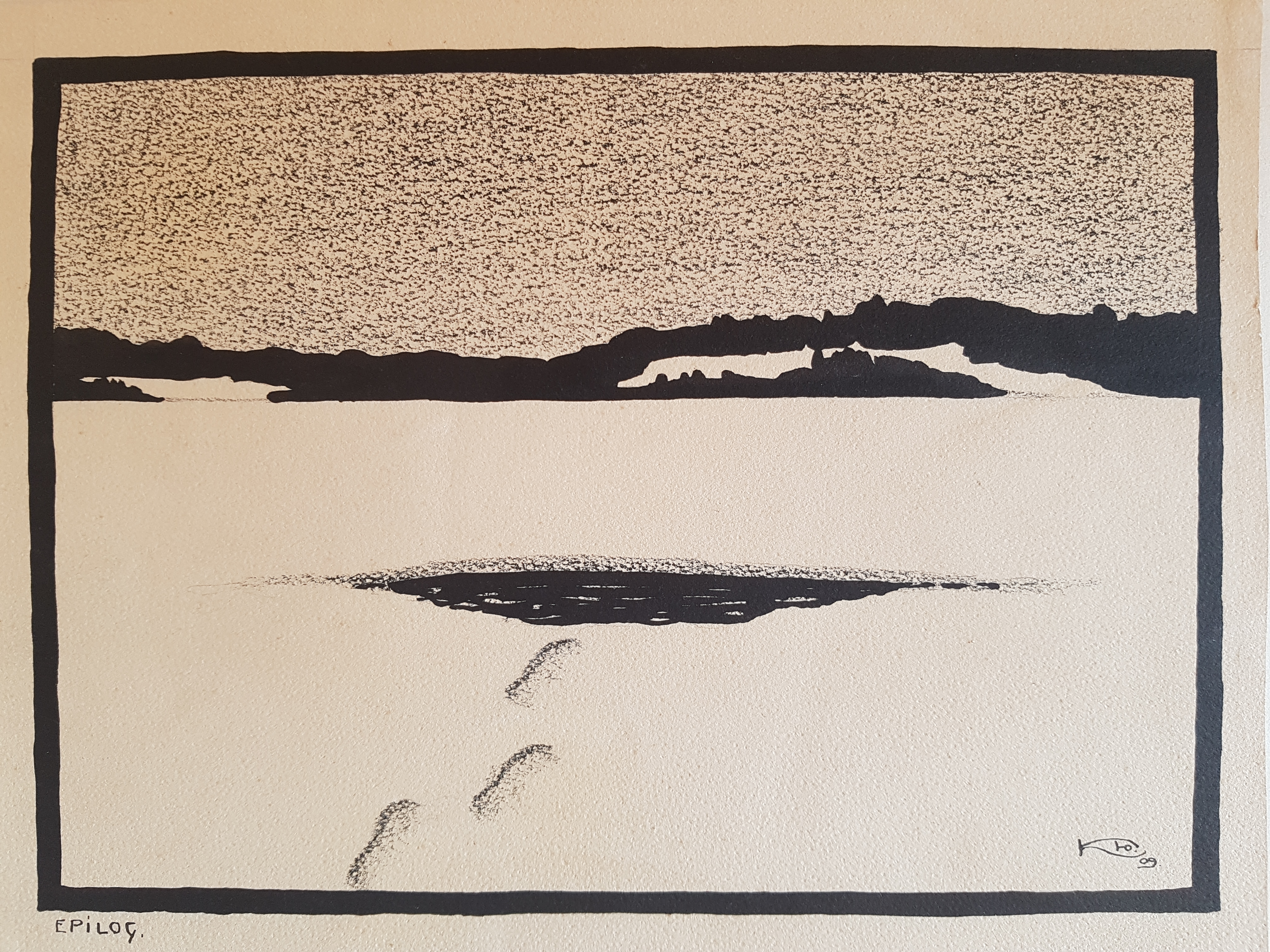
"EPiLOG" av KEO
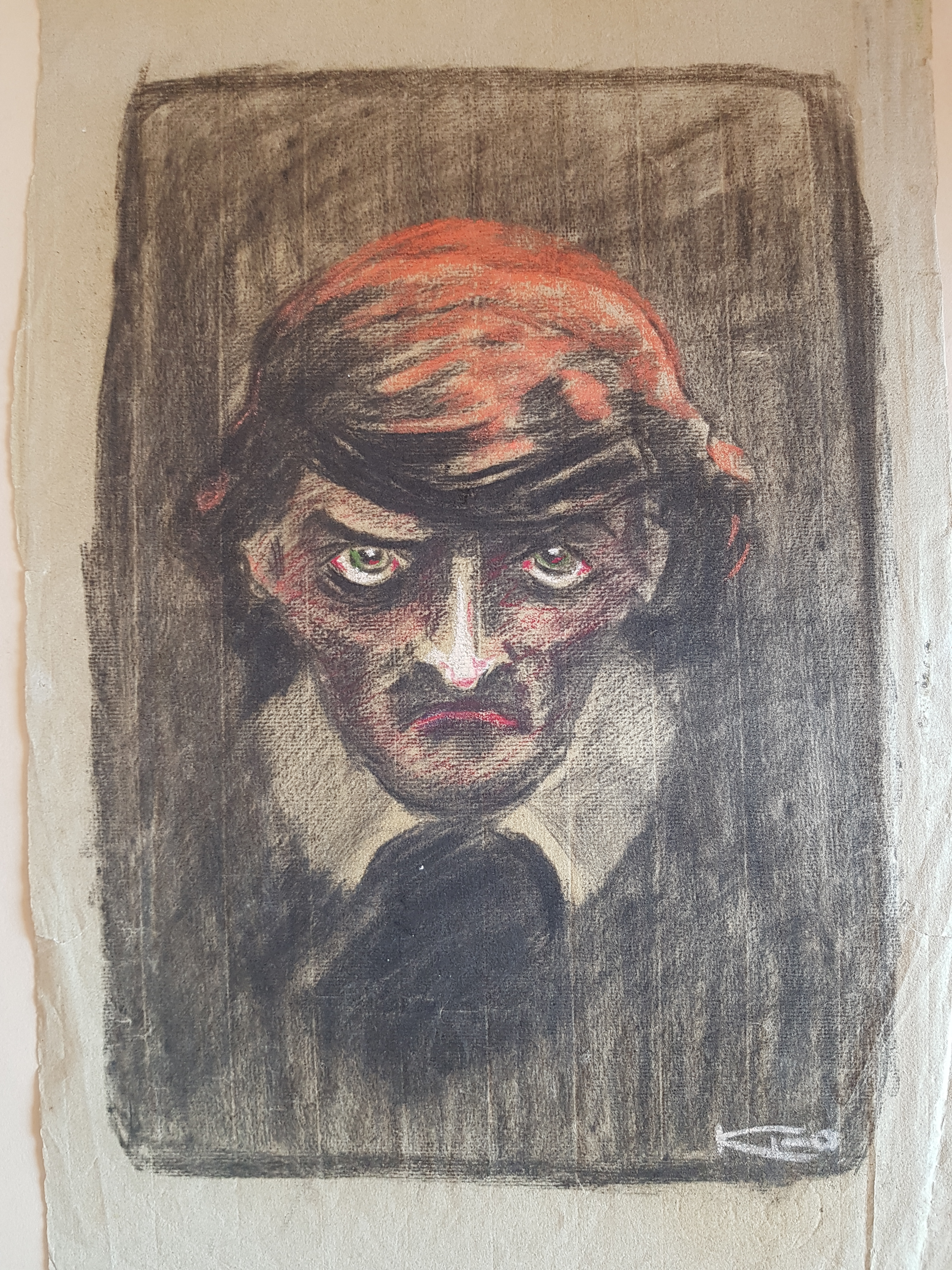
Självporträtt av KEO under sista delen av livet